# André Villiers
André Villiers (ur. 9 kwietnia 1915 w Le Perreux-sur-Marne, zm. 8 czerwca 1983 tamże) – francuski entomolog (hemipterolog i koleopterolog), herpetolog i ornitolog.

## Życiorys
Od młodości interesował się historią naturalną. W wieku nastoletnim zaczął wizytować René Gabriela Jeannela w laboratorium entomologicznym Muzeum Historii Naturalnej w Paryżu oraz brać udział w spotkaniach grupy Coléoptéristes de la Seine. W 1937 roku zatrudniony został przez to muzeum jako asystent techniczny. Uczestniczył w licznych ekspedycjach naukowych do Afryki. W 1943 roku doktoryzował się pracą Études morphologique et biologique des Languriitae (Col. Erotylidae). Potem na prośbę Théodore’a Monoda kierował pracami entomologicznymi w Institut fondamental d'Afrique noire (IFAN). W 1956 roku wrócił do Francji. Tam na prośbę Eugène’a Séguy został wicedyrektorem laboratorium entomologicznego Muzeum Historii Naturalnej. W 1968 roku wybrano go prezydentem Société entomologique de France. Na emeryturę odszedł w 1980 roku.

## Dorobek naukowy
Villiers napisał 661 publikacji. Większość z nich dotyczy chrząszczy z rodziny kózkowatych. Istotna jest też monografia Languriitae z rodziny wygłodkowatych. Duży udział mają publikacje poświęcone pluskwiakom różnoskrzydłym, zwłaszcza rodzinom zajadkowatych i Enicocephalidae. Pisał też o gadach, płazach i ptakach. W przypadku wszystkich grup taksonomicznych koncentrował się na faunie krainy afrotropikalnej i madagaskarskiej.
Był redaktorem czasopism naukowych Revue française d'entomologie, L’Entomologiste oraz Annales de la Société Entomologique de France.
Liczący około miliona okazów zbiór Villiersa zdeponowany jest w Muzeum Historii Naturalnej w Paryżu.